# Kolokša
La Kolokša (in russo Ко́локша?) è un fiume della Russia europea, affluente di sinistra della Kljaz'ma (bacino del Volga). Scorre nell'Oblast' di Vladimir.

## Descrizione
Il fiume si forma vicino al villaggio di Eloch (nel Jur'ev-Pol'skij rajon) e scorre in direzione sud-est. È di piccole dimensioni, scorre tra sponde collinari, per lo più aperte, la corrente è veloce. Nel corso superiore, le sponde del fiume sono ripide e alte; nel corso medio sono basse e paludose, in quello più basso lungo il fiume si trovano prati golenali. Ci sono diverse dighe. Sfocia nel  Kljaz'ma a 326 km dalla foce. Il fiume ha una lunghezza di 146 km. L'area del suo bacino è di 1 430 km². Il fiume è gelato da novembre fino ad aprile.
La città di Jur'ev-Pol'skij e il villaggio di Stavrovo si trovano sul fiume.